# Rezerwat przyrody Dolinka
Rezerwat przyrody Dolinka – florystyczny rezerwat przyrody położony w gminie Lipno, powiecie leszczyńskim (województwo wielkopolskie), pomiędzy miejscowościami Goniembice i Wyciążkowo.
Powierzchnia: 1,77 ha.
Został utworzony w 1974 roku w celu ochrony stanowiska pełnika europejskiego (Trollius europaeus), największego w Wielkopolsce. Pełnik rośnie tu na wilgotnej łące trzęślicowej, a wśród innych gatunków występują m.in. jaskier rozłogowy, kuklik zwisły, ostrożeń zwisły, mozga trzcinowata i tomka wonna.

## Podstawa prawna
- Zarządzenie Ministra Leśnictwa i Przemysłu Drzewnego z dnia 16 września 1974 r. w sprawie uznania za rezerwaty przyrody (M.P. z 1974 r. nr 32, poz. 194)
- Obwieszczenie Wojewody Wielkopolskiego z dn. 4.10.2001 r. w sprawie ogłoszenia wykazu rezerwatów przyrody utworzonych do dn. 31.12.1998 r. (Dziennik Urzędowy Województwa Wielkopolskiego Nr 123, poz. 2401)
- Zarządzenie Nr 3/12 Regionalnego Dyrektora Ochrony Środowiska w Poznaniu z dnia 17 kwietnia 2012 r. w sprawie rezerwatu przyrody „Dolinka” (Dziennik Urzędowy Województwa Wielkopolskiego poz. 2023)